# Basingstoke Town FC
Basingstoke Town Football Club is een Engelse voetbalclub uit Basingstoke, Hampshire. In het seizoen 2015-16 eindigde de club op de 22e plaats van de National League South, waarna degradatie naar het zevende niveau van de Engelse voetbalpiramide een feit werd. Zodoende komen de Dragons in het seizoen 2016-17 uit in de Southern League Premier Division. 

## Geschiedenis
De club werd opgericht in 1896 door een fusie van Aldworth United en Basingstoke Albion.
In 2008 werd Rafi Razzak, zakenman en tevens eigenaar van het in Basingstoke gevestigde Centerprise International, voorzitter van de club. Ondanks een verhoging van het budget bleven echte successen uit. De voorzitter stelde als doelstelling om in het seizoen 2011/12 de play-offs van de Conference South te halen, en tijdens dit seizoen onthulde de club plannen om te verhuizen naar een nieuw stadion. De play-offs werden gehaald, maar in de halve finale bleek Dartford te sterk over twee wedstrijden.
Het seizoen 2012/13 verliep nogal teleurstellend. Naast blamages in bekertoernooien kwam degradatie steeds dichter bij. Een gelukkige overwinning tegen hoogvlieger Dover Athletic was maar net genoeg om boven de rode streep te eindigen.
Het seizoen daarop leek in eerste instantie goed te verlopen, en de play-offs waren niet onhaalbaar. Toen in tien wedstrijden vervolgens maar drie keer werd gewonnen, zakte de club op de ranglijst en kwam de degradatiezone opnieuw dichtbij. Een schamele 14de plaats was het resultaat van een verloren seizoen, maar daarmee werd lijfsbehoud in de Conference South wel veiliggesteld.

## Stadion
Basingstoke Town speelt haar thuiswedstrijden op Camrose, een stadion dat plaats biedt aan 6.000 toeschouwers. Echter, omwille van veiligheidsredenen mogen er maar zo'n 3.000 worden toegelaten. De hoofdtribune van het stadion beschikt over 650 stoelen.
Het grootste toeschouwersaantal werd bereikt tijdens een FA Cup-wedstrijd tegen Wycombe Wanderers in 1997: 5.085.